# كارلين غلين
كارلين غلين (بالإنجليزية: Carlin Glynn)‏ هي مغنية وممثلة أمريكية، ولدت في 19 فبراير 1940 بكليفلاند في الولايات المتحدة. من الجوائز التي نالتها جائزة المسرح العالمي سنة 1978 وجائزة توني لأفضل ممثلة في مسرحية موسيقية ‏ سنة 1979 وجائزة لورانس أوليفييه لأفضل ممثلة في فيلم موسيقي ‏ سنة 1981.

## أعمال

### أفلام
- (1985) رحلة إلى بونتيفول

## جوائز وترشيحات
جوائز
- جائزة المسرح العالمي (1978)
- جائزة توني لأفضل ممثلة في مسرحية موسيقية [الإنجليزية]‏ (1979)
- جائزة لورانس أوليفييه لأفضل ممثلة في فيلم موسيقي [الإنجليزية]‏ (1981)

ترشيحات
- جائزة منضدة الدراما  للممثلة البارزة في مسرحية موسيقية [الإنجليزية]‏ (1978)

## وصلات خارجية
- كارلين غلين على موقع IMDb (الإنجليزية)
- كارلين غلين على موقع قاعدة بيانات برودواي على الإنترنت (الإنجليزية)
- كارلين غلين على موقع قاعدة بيانات الفيلم (الإنجليزية)